# Kràsnaia Zorka (Uliànovsk)
|  | Per a altres significats, vegeu «Kràsnaia Zorka». |

Kràsnaia Zorka (en rus: Красная Зорька) és un poble de l'óblast d'Uliànovsk, a Rússia, que en el cens del 2010 tenia 310 habitants. Pertany al districte de Barix.